# Bruden bar svart
Bruden bar svart (franska: La mariée était en noir) är en fransk-italiensk kriminalfilm från 1968 i regi av François Truffaut.
Filmen bygger på Cornell Woolrichs roman med samma namn.

## Rollista i urval
- Jeanne Moreau - Julie Kohler
- Claude Rich - Bliss
- Jean-Claude Brialy - Corey
- Michel Bouquet - Coral
- Michael Lonsdale - Morane
- Charles Denner - Fergus
- Daniel Boulanger - Delvaux
- Serge Rousseau - David
- Christophe Bruno - Cookie
- Alexandra Stewart - Mlle. Becker
- Van Doude - polisinspektör